# Мамутчево
Маму́тчево (мак. Мамутчево) — село у Північній Македонії, входить до складу общини Велес Вардарського регіону.
Населення — 331 особа (перепис 2002) в 119 господарствах.